# Corona del Madagascar

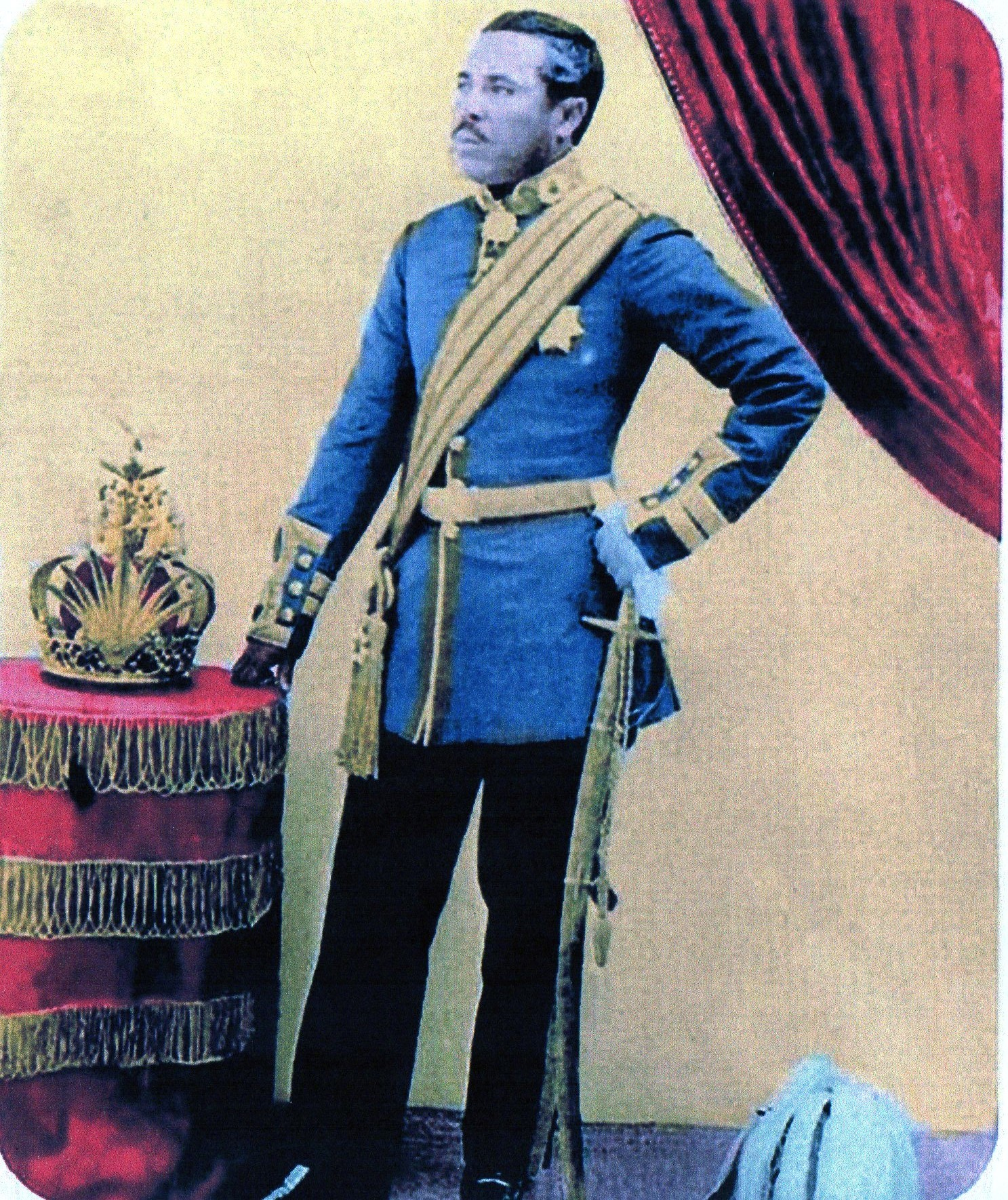
Radama II e la corona della regina Ranavalona I

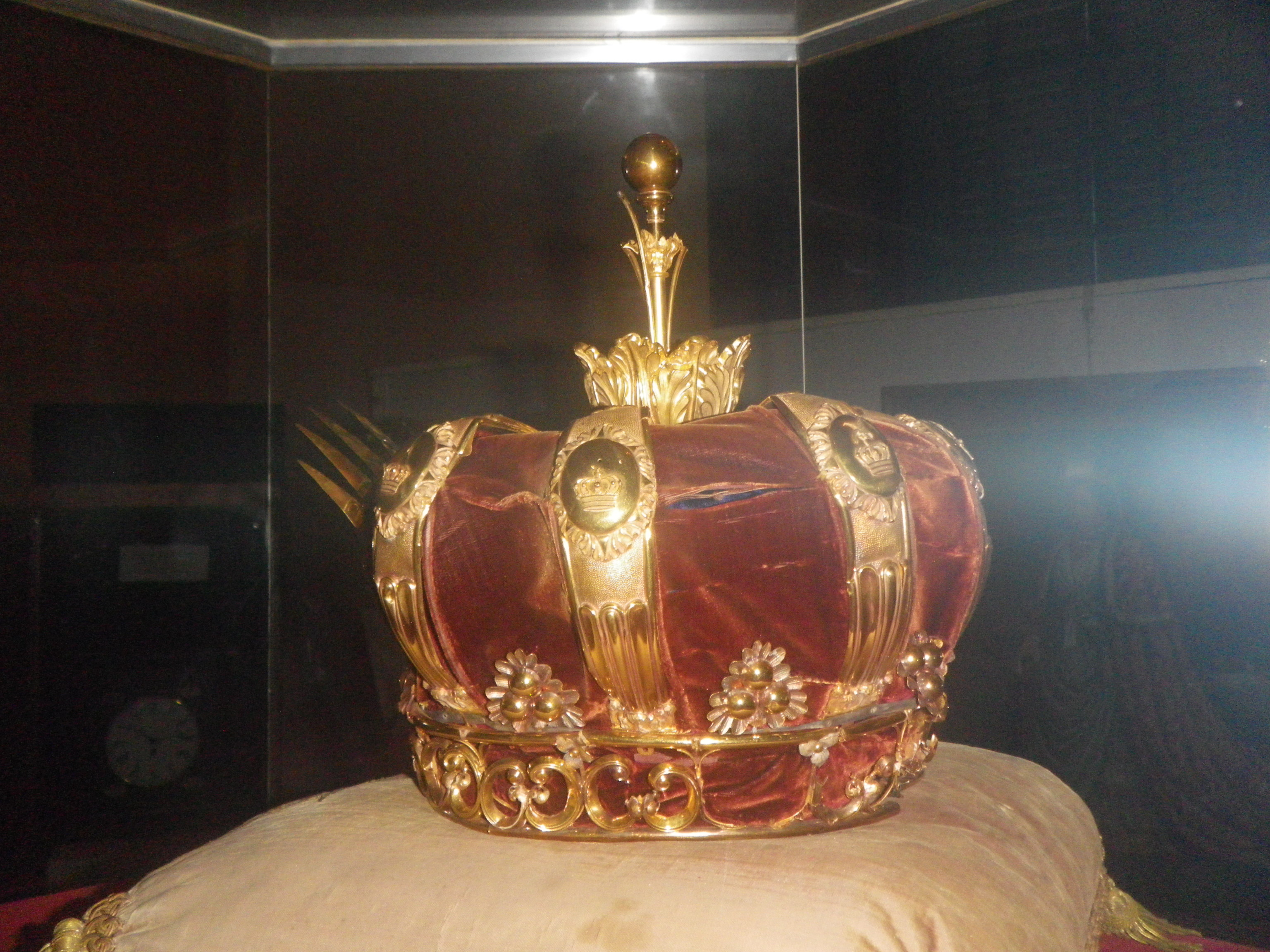
La corona reale del Madagascar

La corona del Madagascar era il simbolo distintivo dei sovrani  malgasci. 

## Descrizione
La corona del regno del Madagascar venne realizzata in Francia per la regina Ranavalona I. Utilizzata per la cerimonia di incoronazione di Radama II, Rasoherina, Ranavalona II e Ranavalona III. Essa era una grande corona eseguita in oro e molto pesante. Nelle sue forme essenziali era simile a quelle reali europee tipiche dell'epoca e aveva quattro archetti che si intersecavano sulla sommità, ove si trovava un altro cerchio aureo con pietre preziose, foglie triangolari e ornamenti con perle. Da qui pendevano sette festoni a nappa che rappresentavano le sette virtù del guerriero. Sopra tutto stava la rappresentazione di un falco nella medesima posizione solitamente occupata dal globo crucigero europeo. Il falco rappresenta tradizionalmente il simbolo della sovranità malagasy. L'interno della corona era rivestito in velluto rosso. La corona, dopo il crollo della monarchia, si salvò insieme ad altri oggetti reali quando il Rova (il palazzo reale e le tombe reali) di Antananarivo fu vittima di un incendio il 6 novembre 1995. Nell'autunno 2012, però, fu rubata dal palazzo di Andafiavaratra e sostituita da una copia.